# Prisförhandling
Prisförhandling är en prissättningsmetod där säljare och köpare bestämmer priset på en affär genom en förhandling. Metoden används ofta vid försäljning av en produkt eller tjänst som är unik eller som utvecklas för en specifik kund.